# Núcleo ambiguo
El núcleo ambiguo (nucleus ambiguus en latín) es un conjunto de neuronas  localizadas en la parte caudal del tronco del encéfalo. Está constituido por una columna de neuronas embebidas en la formación reticular de la médula oblongada. Dentro del núcleo ambiguo se encuentran las motoneuronas que inervan la musculatura de la cavidad bucal, faringe y laringe y neuronas preganglionares parasimpáticas que conectan con las neuronas postganglionares en el corazón. El núcleo ambiguo recibe inervación de la corteza y de otras partes del encéfalo.
La principal función del núcleo ambiguo es proporcionar información branquiomotora a través del nervio vago (par X craneal) a los músculos intrínsecos laríngeos, de la faringe y el músculo tensor del velo del paladar. También envía fibras branquimotoras que son canalizadas por otros nervios craneales como el nervio glosofaríngeo y el componente motor del nervio trigémino.

## Estructura
El núcleo ambiguo es una columna de neuronas en la parte inferior del tronco del encéfalo bastante conservada entre las diferentes especies. Su localización es una columna rostro-caudal en posición ventro-lateral en la formación reticular de la médula oblongada, entre el núcleo facial localizado rostralmente y el núcleo accesorio en posición caudal.
La estructura interna del núcleo ambiguo se puede clasificar en tres partes: compacta, semicompacta y difusa. 
División compacta.
En posición rostral y dorsal al resto del núcleo ambiguo se encuentra un grupo de motoneuronas compactas que inervan el esófago.
División semicompacta.
Neuronas que inervan la faringe y el músculo cricotiroideo de la laringe canalizado por el nervio glosofaringeo y nervio laríngeo superior del nervio vago.
División difusa.
Motoneuronas localizadas en el tercio caudal que inervan la laringe, con excepción del músculo cricotiroideo, inervado por el nervio laríngeo recurrente del nervio vago.
Además, en estudios de neuroanatomía elaborado en animales, se ha observado una formación externa de neuronas parasimpatícas preganglionares, que inervan el corazón, y cuyas fibras nerviosas son canalizadas por el nervio vago.

## Aferencias y eferencias

### Aferencias
Para la via motora descendente de las motoneuronas que inervan el paladar, faringe, laringe y otros músculos del cuello, el núcleo ambiguo recibe información desde la corteza premotora y otras áreas de la corteza por el trayecto corticobulbar que atraviesa la cápsula interna del cerebro. La porción caudal del núcleo ambiguo también recibe señales de otros núcleos del tronco del encéfalo como el núcleo trigémino espinal y el núcleo solitario. Las aferencias del último están implicadas en el ritmo respiratorio y en los movimientos reflejos de tos y vómito.

### Eferencias
Las fibras eferentes del núcleo ambiguo tienen primero una trayectoria dorsal dentro de la médula para luego girar lateralmente cerca del núcleo dorsal del nervio vago hasta la salida del tronco del encéfalo en forma de 6 a 8 raíces en el surco lateral anterior de la médula oblongada. Las fibras branquiomotoras, a las que se unen las fibras emergentes parasimpáticas del núcleo dorsal del vago y las fibras sensitivas aferentes, constituyen el nervio vago. Todas fibras branquimotoras del núcleo ambiguo se dividen en tres ramas del nervio vago. La primera es la rama faríngea que serán el principal nervio motor que inerva la faringe y el paladar blando, excepto músculo estilofaringeo (nervio glosofaringeo) y el músculo tensor del velo del paladar (rama motora del nervio trigémino). La segunda rama es la rama externa del nervio laríngeo superior que inerva el músculo cricotíroideo de la laringe, y el músculo constrictor inferior y el plexo faríngeo. La tercera rama es el nervio laríngeo recurrente que inerva la musculatura intrínseca de la laringe con excepción del músculo cricotiroideo.

## Importancia clínica
El núcleo ambiguo está implicado en el ritmo respiratorio. Una irritación en las vías aéreas es transmitida al tronco del encéfalo y puede llevar a cabo una respuesta también participada por el núcleo ambiguo. Esta respuesta comprende una expulsión de aire energética por la contracción de los músculos intercostales y la pared abdominal que aumenta la presión en los pliegues laríngeos cerrados. Cuando la presión alcanza un valor se abren los pliegues laríngeos dando lugar a un tosido. Un reflejo similar se da con el estornudo en el cual el núcleo ambiguo juega un papel similar.
El núcleo ambiguo también participa en la deglución y su reflejo. El paso de alimentos y líquidos al sistema digestivo implica la coordinación de músculos inervados por al menos cuatro pares craneales. El núcleo ambiguo participa en el paso del sólido y líquidos al esófago mediante modificación de la conformación de la cavidad bucal y el cierre de las vías aéreas. Por último, el control motor de la laringe es fundamental para la protección de las vías aéreas inferiores y para la producción de la voz. Los pliegues vocales crean una pequeña abertura que por el paso del aire hacen a estos pliegues vibrar. La contracción de los músculos de la cavidad bucal permiten articular estos sonidos para el habla.
Una lesión o tumor que afecte al núcleo ambiguo o a las fibras nerviosas suele conducir a un cuadro clínico de disfagia y dificultad para la respiración y afonía. El síndrome de Wallenberg es producido por una obstrucción de la arteria cerebelosa inferior que irriga la médula oblongada. A una pérdida de sensibilidad de la cara ipsilateral y las extremidades contralaterales, se acompaña con una dificultad de articular sonidos o de llevar a cabo la deglución. También existe una pérdida de control muscular ipsilateral al verse afectado también el cerebelo por la falta de riego. Una lesión bilateral del nervio vago o de las ramas que inervan la musculatura laríngea dan lugar a una parálisis completa de la laringe y, por consiguiente, al fallecimiento por asfixia.